# Strongygaster brasiliensis
Strongygaster brasiliensis är en tvåvingeart som beskrevs av Townsend 1929. Strongygaster brasiliensis ingår i släktet Strongygaster och familjen parasitflugor. Inga underarter finns listade i Catalogue of Life.